# Orquestra do Centro Nacional de Artes
A Orquestra Nacional do Centro de Artes (em inglês:  National Arts Centre Orchestra, em francês:  Orchestre du Centre national des arts) é uma orquestra baseada em Ottawa, Canadá. O seu atual diretor musical é o maestro Pinchas Zukerman.

## História
A Orquestra foi fundada em 1969 como orquestra residente do Centro Nacional de Artes, com Jean-Marie Beaudet como diretor musical e Mario Bernardi como maestro (a partir de 1971) e diretor musical até 1982. Bernardi foi sucedido pelos maestros Franco Mannino (1982-1987), Gabriel Chmura (1987-1990) e Trevor Pinnock (1991-1997).
Franz-Paul Decker foi nomeado ao posto de Maestro Convidado Residente em 1991 e continuou no cargo até o fim da temporada de 1998/9. Em 1997, o maestro Mario Bernardi foi apontado como Maestro Laureado. Em 2001, o jovem Jean-Philippe Tremblay tornou-se o Maestro Aprendiz. Boris Brott é o Maestro Jovem Residente.
A orquestra apresenta em torno de 100 concerto por ano, no Centro Nacional de Artes e turnês pelo Canadá e exterior. A orquestra tem 40 CDs gravados, seis deles com Zukerman, com obras de Joseph Haydn, Antonio Vivaldi, Ludwig van Beethoven, Franz Schubert e dois de Wolfgang Amadeus Mozart.

## Turnês
A orquestra já visitou 112 cidades no Canadá e 122 cidades internacional em 38 anos de história. Em 1991/2, Victor Feldbrill comandou a turnê canadense. Em outubro de 1999, a orquestra fez uma turnê completa, de costa-à-costa do Canadá, sob o comando de Pinnock. Em 2002 visitou as Províncias atlânticas do Canadá e Toronto. Em novembro de 2004 foi para a Colúmbia Britânica. Em novembro de 2005 turnê por Alberta e Saskatchewan. Em novembro de 2006 fez uma turnê de oito dias pelas províncias de Québec.
A primeira turnê internacional da orquestra, para Europa, foi em 1973 com Mario Bernardi. Em 1978 a orquestra apresentou-se na Itália e Alemanha. Em 1985, com Franco Mannino, a orquestra fez turnê pelo Japão e Hong Kong. A terceira turnê europeia foi em 1990 com Pinchas Zukerman, que também comandou a turnê para a Europa em 2000. Em 1995 voltaram a Europa, com Trevor Pinnock. Em novembro de 2003, com Zukerman como maestro e solista (violino), a orquestra fez turnê por dez cidades dos Estados Unidos e México.